# Mimegralla pliosema
Mimegralla pliosema är en tvåvingeart som först beskrevs av Speiser 1915.  Mimegralla pliosema ingår i släktet Mimegralla och familjen skridflugor. Inga underarter finns listade i Catalogue of Life.